# Robert Cutler
Robert Cutler, född 12 juni 1895 i Brookline i Massachusetts, död 8 maj 1974 i Concord i Massachusetts, var en amerikansk jurist. Cutler var den förste att utnämnas till USA:s nationella säkerhetsrådgivare av dåvarande presidenten Dwight D. Eisenhower 1953. Cutler innehade posten 1953–1955 och 1957–1958.